# Roning under sommer-OL 2008 - Singlesculler kvinder
Konkurrencen i singlesculler for kvinder er en af disciplinerne ved roning under Sommer-OL 2008 og bliver afholdt fra 9. til 16. august på Shunyi olympiske ro- og kajakstadion.
| Dato                     | Tid         | Tid         | Runde            |
| Dato                     | Lokal       | Dansk       | Runde            |
| ------------------------ | ----------- | ----------- | ---------------- |
| Lørdag, 9. august 2008   | 13:50-14:50 | 07:50-08:50 | Indledende heats |
| Mandag, 11. august 2008  | 15:30-16:10 | 09:30-10:10 | Kvartfinaler     |
| Onsdag, 13. august 2008  | 14:50-15:10 | 08:50-09:10 | Semifinaler C/D  |
| Onsdag, 13. august 2008  | 15:30-15:50 | 09:30-09:50 | Semifinaler A/B  |
| Torsdag, 14. august 2008 | 14:10-14:20 | 08:10-08:20 | Finale E         |
| Torsdag, 14. august 2008 | 14:30-14:40 | 08:30-08:40 | Finale D         |
| Torsdag, 14. august 2008 | 14:50-15:00 | 08:50-09:00 | Finale C         |
| Torsdag, 14. august 2008 | 16:50-17:00 | 10:50-11:00 | Finale B         |
| Lørdag, 16. august 2008  | 15:30-15:40 | 09:30-09:40 | Finale A         |

## Indledende heats
Kvalifikationsregler:
- 1-3 går videre til kvartfinaler (K)
- 4+ går videre til kvartfinaler (K) eller finale E (FE)

### 1. heat
| Plac. | Roer            | Land      | Tid     | Noter |
| ----- | --------------- | --------- | ------- | ----- |
| 1     | Zhang Xiuyun    | Kina      | 7:38.16 | K3    |
| 2     | Julia Michalska | Polen     | 7:41.16 | K1    |
| 3     | Sophie Balmary  | Frankrig  | 7:47.37 | K2    |
| 4     | Gabriela Best   | Argentina | 7:58.60 | K4    |
| 5     | Soraya Jadue    | Chile     | 8:04.08 | K3    |

### 2. heat
| Plac. | Roer             | Land        | Tid     | Noter |
| ----- | ---------------- | ----------- | ------- | ----- |
| 1     | Emma Twigg       | New Zealand | 7:45.18 | K4    |
| 2     | Iva Obradovic    | Serbien     | 7:49.13 | K2    |
| 3     | Nuria Dominguez  | Spanien     | 7:58.03 | K1    |
| 4     | Fabiana Beltrame | Brasilien   | 8:08.84 | K3    |
| 5     | Lee Ka Man       | Hongkong    | 8:23.02 | K4    |

### 3. heat
| Plac. | Roer              | Land         | Tid     | Noter |
| ----- | ----------------- | ------------ | ------- | ----- |
| 1     | Ekaterina Karsten | Hviderusland | 7:40.03 | K4    |
| 2     | Michelle Guerette | USA          | 7:49.14 | K1    |
| 3     | Shin Yeong-Eun    | Sydkorea     | 8:17.40 | K3    |
| 4     | Inga Dudchenko    | Kasakhstan   | 8:28.24 | K1    |

### 4. heat
| Plac. | Roer            | Land      | Tid     | Noter |
| ----- | --------------- | --------- | ------- | ----- |
| 1     | Rumyana Neykova | Bulgarien | 7:56.07 | K3    |
| 2     | Maira Gonzalez  | Cuba      | 8:07.22 | K2    |
| 3     | Rika Geyser     | Sydafrika | 8:20.26 | K4    |
| 4     | Latt Shwe Zin   | Myanmar   | 8:42.23 | K2    |

### 5. heat
| Plac. | Roer               | Land        | Tid     | Noter |
| ----- | ------------------ | ----------- | ------- | ----- |
| 1     | Gabriella Bascelli | Italien     | 7:43.67 | K1    |
| 2     | Pippa Savage       | Australien  | 7:57.95 | K3    |
| 3     | Camila Vargas      | El Salvador | 8:32.06 | K2    |
| 4     | Homa Hosseini      | Iran        | 9:02.12 | FE    |

### 6. heat
| Plac. | Roer               | Land     | Tid     | Noter |
| ----- | ------------------ | -------- | ------- | ----- |
| 1     | Miroslava Knapkova | Tjekkiet | 7:51.56 | K2    |
| 2     | Frida Svensson     | Sverige  | 7:56.39 | K4    |
| 3     | Elana Hill         | Zimbabwe | 8:35.53 | K1    |
| 4     | Heba Ahmed         | Egypten  | 8:46.96 | FE    |

## Kvartfinaler
Kvalifikationsregler:
- 1-3 går videre til semifininaler A/B (SA/B)
- 4+ går videre til semifininaler C/D (SC/D)

### 1. kvartfinale
| Plac. | Roer               | Land       | Tid     | Noter |
| ----- | ------------------ | ---------- | ------- | ----- |
| 1     | Michelle Guerette  | USA        | 7:28.91 | SA/B1 |
| 2     | Julia Michalska    | Polen      | 7:31.90 | SA/B2 |
| 3     | Gabriella Bascelli | Italien    | 7:36.68 | SA/B1 |
| 4     | Nuria Dominguez    | Spanien    | 7:49.60 | SC/D1 |
| 5     | Inga Dudchenko     | Kasakhstan | 8:15.88 | SC/D2 |
| 6     | Elana Hill         | Zimbabwe   | 8:20.84 | SC/D1 |

### 2. kvartfinale
| Plac. | Roer               | Land        | Tid     | Noter |
| ----- | ------------------ | ----------- | ------- | ----- |
| 1     | Miroslava Knapkova | Tjekkiet    | 7:30.33 | SA/B1 |
| 2     | Sophie Balmary     | Frankrig    | 7:37.01 | SA/B2 |
| 3     | Iva Obradović      | Serbien     | 7:39.16 | SA/B2 |
| 4     | Maira Gonzalez     | Cuba        | 7:45.75 | SC/D1 |
| 5     | Camila Vargas      | El Salvador | 8:11.79 | SC/D2 |
| 6     | Latt Shwe Zin      | Myanmar     | 8:17.76 | SC/D2 |

### 3. kvartfinale
| Plac. | Roer             | Land       | Tid     | Noter |
| ----- | ---------------- | ---------- | ------- | ----- |
| 1     | Rumyana Neykova  | Bulgarien  | 7:22.37 | SA/B2 |
| 2     | Zhang Xiuyun     | Kina       | 7:23.30 | SA/B1 |
| 3     | Pippa Savage     | Australien | 7:34.03 | SA/B1 |
| 4     | Soraya Jadue     | Chile      | 7:51.52 | SC/D2 |
| 5     | Fabiana Beltrame | Brasilien  | 7:52.65 | SC/D1 |
| 6     | Shin Yeong-Eun   | Sydkorea   | 7:58.71 | SC/D1 |

### 4. kvartfinale
| Plac. | Roer              | Land         | Tid     | Noter |
| ----- | ----------------- | ------------ | ------- | ----- |
| 1     | Ekaterina Karsten | Hviderusland | 7:25.74 | SA/B2 |
| 2     | Frida Svensson    | Sverige      | 7:29.29 | SA/B1 |
| 3     | Emma Twigg        | New Zealand  | 7:34.24 | SA/B2 |
| 4     | Rika Geyser       | Sydafrika    | 7:44.14 | SC/D2 |
| 5     | Gabriela Best     | Argentina    | 7:46.45 | SC/D1 |
| 6     | Lee Ka Man        | Hongkong     | 8:04.68 | SC/D2 |

## Semifinaler

### Semifinaler C/D
Kvalifikationsregler:
- 1-3 går videre til finale C (FC)
- 4-5 går videre til finale D (FD)
- 6+ går videre til finale E (FE)

#### 1. semifinale C/D
| Plac. | Roer             | Land      | Tid     | Noter |
| ----- | ---------------- | --------- | ------- | ----- |
| 1     | Mayra González   | Cuba      | 8:02.10 | FC    |
| 2     | Nuria Domínguez  | Spanien   | 8:03.61 | FC    |
| 3     | Gabriela Best    | Argentina | 8:09.61 | FC    |
| 4     | Fabiana Beltrame | Brasilien | 8:13.01 | FD    |
| 5     | Shin Yeong-Eun   | Sydkorea  | 8:23.62 | FD    |
| 6     | Elana Hill       | Zimbabwe  | 8:34.27 | FE    |

#### 2. semifinale C/D
| Plac. | Roer           | Land        | Tid     | Noter |
| ----- | -------------- | ----------- | ------- | ----- |
| 1     | Rika Geyser    | Sydafrika   | 7:59.67 | FC    |
| 2     | Soraya Jadue   | Chile       | 8:13.67 | FC    |
| 3     | Inga Dudchenko | Kasakhstan  | 8:16.95 | FC    |
| 4     | Camila Vargas  | El Salvador | 8:22.35 | FD    |
| 5     | Latt Shwe Zin  | Myanmar     | 8:24.23 | FD    |
| 6     | Lee Ka Man     | Hongkong    | 8:30.80 | FE    |

### Semifinaler A/B
Kvalifikationsregler:
- 1-3 går videre til finale A (FA)
- 4+ går videre til finale B (FB)

#### 1. semifinale A/B
| Plac. | Roer               | Land       | Tid     | Noter |
| ----- | ------------------ | ---------- | ------- | ----- |
| 1     | Zhang Xiuyun       | Kina       | 7:31.33 | FA    |
| 2     | Michelle Guerette  | USA        | 7:35.69 | FA    |
| 3     | Miroslava Knapková | Tjekkiet   | 7:38.14 | FA    |
| 4     | Gabriella Bascelli | Italien    | 7:42.10 | FB    |
| 5     | Pippa Savage       | Australien | 7:43.98 | FB    |
| 6     | Frida Svensson     | Sverige    | 7:46.38 | FB    |

#### 2. semifinale A/B
| Plac. | Roer              | Land         | Tid     | Noter |
| ----- | ----------------- | ------------ | ------- | ----- |
| 1     | Ekaterina Karsten | Hviderusland | 7:32.86 | FA    |
| 2     | Rumyana Neykova   | Bulgarien    | 7:33.29 | FA    |
| 3     | Julia Michalska   | Polen        | 7:38.04 | FA    |
| 4     | Emma Twigg        | New Zealand  | 7:38.09 | FB    |
| 5     | Iva Obradović     | Serbien      | 7:52.39 | FB    |
| 6     | Sophie Balmary    | Frankrig     | 7:56.73 | FB    |

## Finaler

### Finale E
| Plac. | Roer          | Land     | Tid     | Noter |
| ----- | ------------- | -------- | ------- | ----- |
| 1     | Lee Ka Man    | Hongkong | 7:56.07 |       |
| 2     | Heba Ahmed    | Egypten  | 8:07.10 |       |
| 3     | Elana Hill    | Zimbabwe | 8:09.94 |       |
| 4     | Homa Hosseini | Iran     | 8:18.20 |       |

### Finale D
| Plac. | Roer             | Land        | Tid     | Noter |
| ----- | ---------------- | ----------- | ------- | ----- |
| 1     | Fabiana Beltrame | Brasilien   | 7:43.04 |       |
| 2     | Shin Yeong-Eun   | Sydkorea    | 7:48.31 |       |
| 3     | Latt Shwe Zin    | Myanmar     | 8:00.05 |       |
| 4     | Camila Vargas    | El Salvador | 8:02.91 |       |

### Finale C
| Plac. | Roer            | Land       | Tid     | Noter |
| ----- | --------------- | ---------- | ------- | ----- |
| 1     | Rika Geyser     | Sydafrika  | 7:35.06 |       |
| 2     | Nuria Domínguez | Spanien    | 7:36.12 |       |
| 3     | Mayra González  | Cuba       | 7:42.68 |       |
| 4     | Gabriela Best   | Argentina  | 7:45.21 |       |
| 5     | Soraya Jadue    | Chile      | 7:48.35 |       |
| 6     | Inga Dudchenko  | Kasakhstan | 8:16.09 |       |

### Finale B
| Plac. | Roer               | Land        | Tid     | Noter |
| ----- | ------------------ | ----------- | ------- | ----- |
| 1     | Frida Svensson     | Sverige     | 7:48.19 |       |
| 2     | Gabriella Bascelli | Italien     | 7:48.91 |       |
| 3     | Emma Twigg         | New Zealand | 7:51.63 |       |
| 4     | Pippa Savage       | Australien  | 7:53.43 |       |
| 5     | Iva Obradović      | Serbien     | 7:53.83 |       |
| 6     | Sophie Balmary     | Frankrig    | 7:58.88 |       |

### Finale A
| Plac. | Roer               | Land         | Tid     | Noter |
| ----- | ------------------ | ------------ | ------- | ----- |
|       | Rumyana Neykova    | Bulgarien    | 7:22.34 |       |
|       | Michelle Guerette  | USA          | 7:22.78 |       |
|       | Ekaterina Karsten  | Hviderusland | 7:23.98 |       |
| 4     | Zhang Xiuyun       | Kina         | 7:25.48 |       |
| 5     | Miroslava Knapková | Tjekkiet     | 7:35.52 |       |
| 6     | Julia Michalska    | Polen        | 7:43.44 |       |